# ژان دو مادر
ژان دو مادر (فرانسوی: Jean de Madre‎; ۱۷ سپتامبر ۱۸۶۲ – ۲ ژانویهٔ ۱۹۳۴) چوگان‌باز اهل فرانسه بود.